# Kurdská demokratická strana Iráku

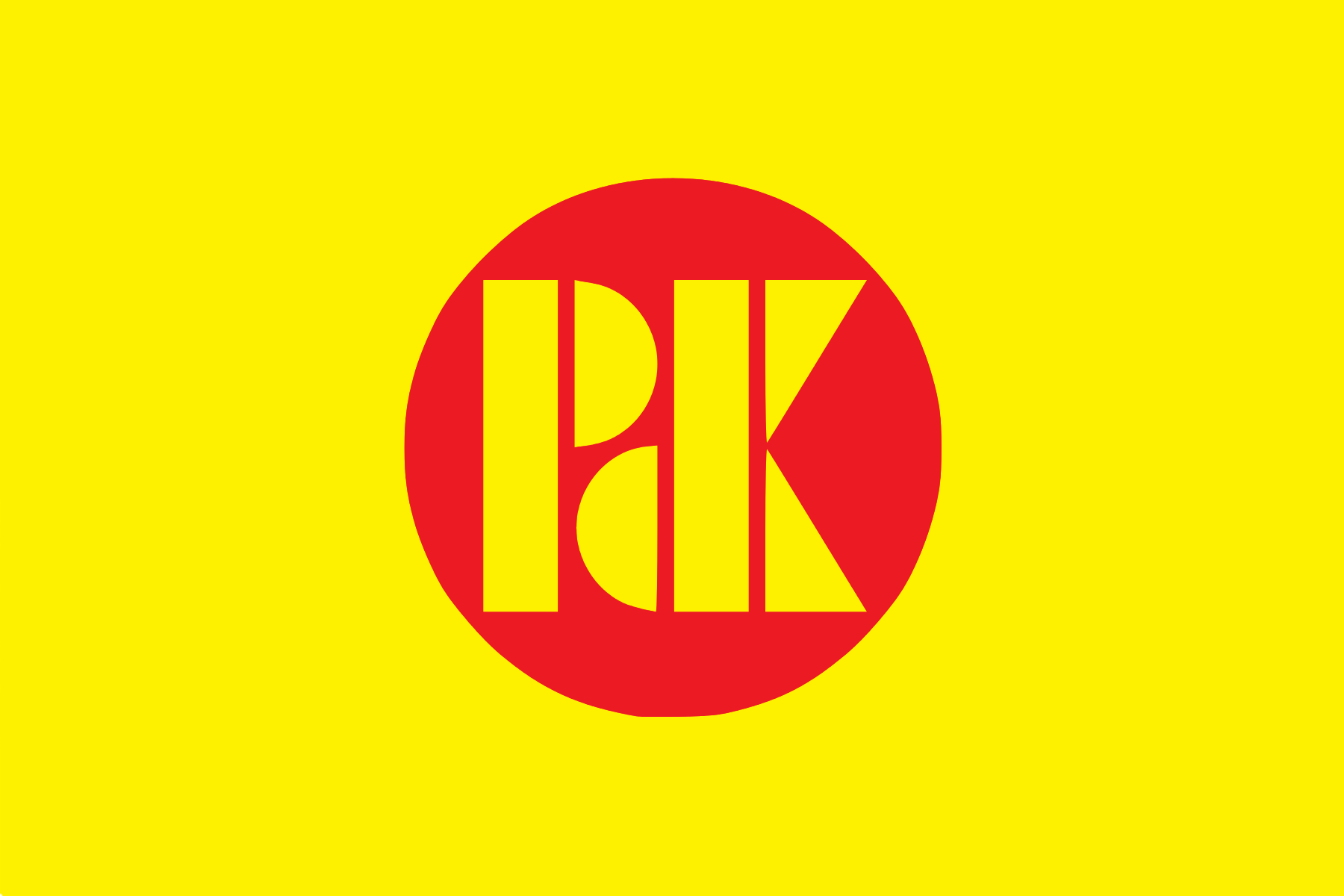
Vlajka strany

Kurdská demokratická strana Iráku (Partiya Demokrata Kurdistanê, الحزب الديمقراطي الكردستاني) je kurdská politická strana v Iráku, mající sociálně demokratické zaměření. Vznikla roku 1946 v rámci krátce trvající Mahabadské republiky. Později se strana stala významným odpůrcem režimu Saddáma Husajna. Barvou strany je žlutá. Strana je součástí Socialistické internacionály.